# Ada Biell

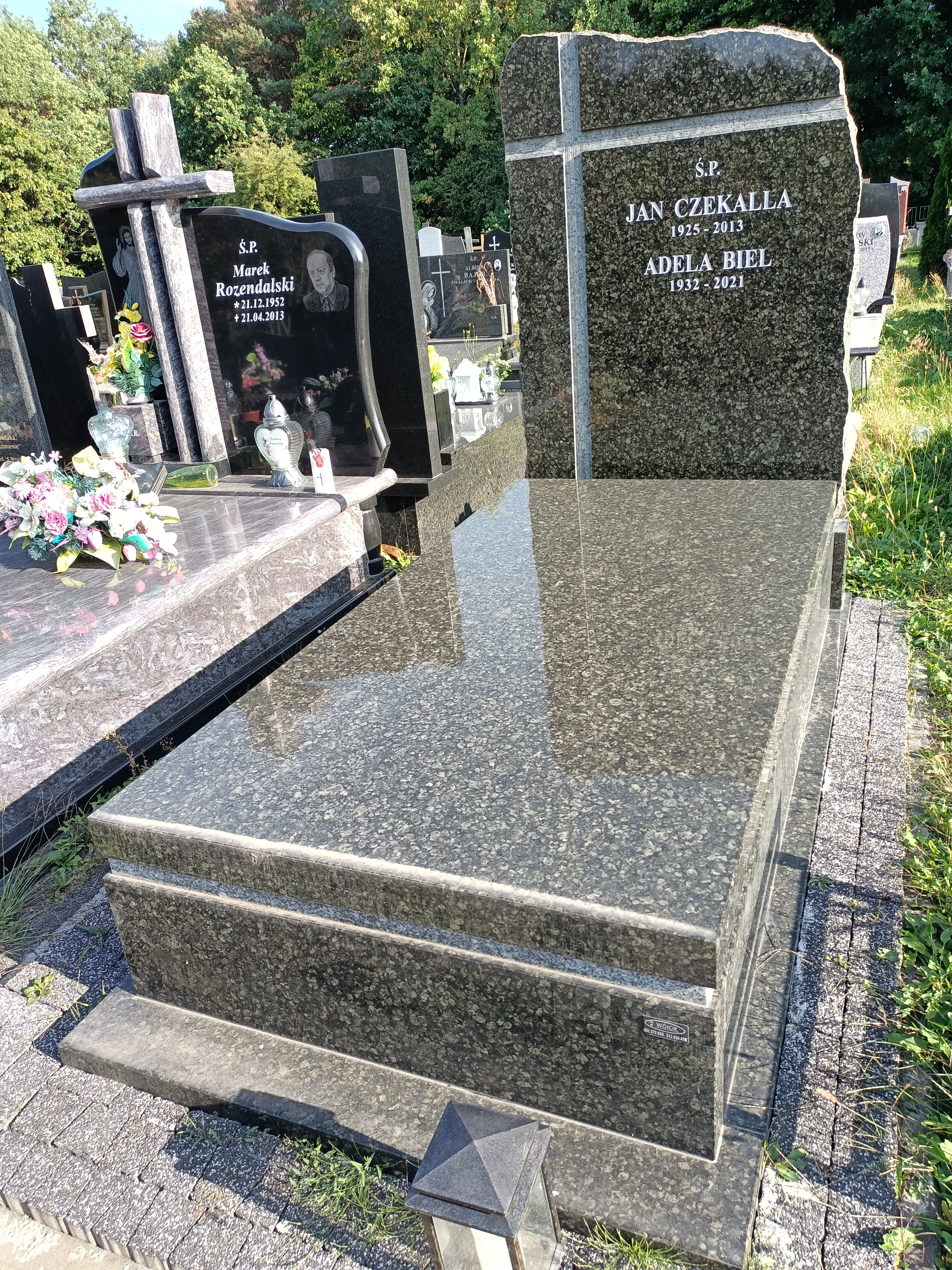
Grób Adeli Bell na Cmentarzu Komunalnym Północnym w Warszawie

Ada Biell wł. Adela Henryka Biel-Czekalla (ur. 8 stycznia 1932, zm. 14 czerwca 2021) – polska piosenkarka.

## Życiorys
Pochodziła ze Lwowa. Debiutowała w szczecińskim zespole „Fala”. Następnie była solistką pierwszej państwowej orkiestry grającej muzykę jazzową w powojennej Polsce, Błękitny Jazz. Po rozwiązaniu orkiestry rozpoczęła karierę solową. Występowała między innymi w Czechosłowacji, NRD, USA i ZSRR. Dokonała również nagrań fonograficznych dla wytwórni Polskie Nagrania „Muza”. Karierę zakończyła po wprowadzeniu stanu wojennego.
Do jej najpopularniejszych piosenek należały:
- Czerwieniał głóg (muz. Jerzy Herman, Ryszard Damrosz; sł. Helena Kołaczkowska)
- Dobranoc miły (muz. Antoni Szaliński; sł. Jan Gałkowski)
- Jedno czułe słowo (muz. Wiesław Machan; sł. Kazimierz Winkler)
- Zawsze razem (muz. Adam Markiewicz; sł. Edmund Polak)

Została pochowana w rodzinnym grobowcu na cmentarzu komunalnym Północnym na Wólce Węglowej.

## Wybrana dyskografia

### Single
- René Glaneau / Ada Biell Mambo Italiano / Zawsze Razem (Shellac, 10"; Polskie Nagrania „Muza”)[5].